# 星草梅
美吐根（学名：Gillenia trifoliata），英語又稱作bowman's root。是蔷薇科星草梅属的一种多年生植物，其种加词“trifoliata”意为“三叶的”。开白色不规则星形小花。适合在湿润肥沃但排水良好的微酸性土壤种植。